# أرون وينتر
أرون وينتر (بالهولندية: Aron Winter)‏، من مواليد 1 مارس 1967، لاعب كرة قدم هولندي سابق، ومدرب كرة قدم هولندي حالي.
لعب مع منتخب هولندا لكرة القدم.

## مسيرته الكروية
لعب أرون وينتر خلال مسيرته الاحترافية مع 4 أندية في سبعة عشر موسمًا وسجل خلالها 73 هدفًا ضمن 469 مباراة. حيث فاز في موسمين بالكأس وفي موسم واحد بالدوري.
خاض أرون وينتر مسيرته مع نادي أياكس أمستردام في موسم 1985–86 في المرة الأولى ليلعب معه سبعة مواسم ثم في موسم 1999–00 ولمدة موسمين، مشاركًا طوالها في 238 مباراة سجل خلالها 50 هدف. ثم انتقل إلى نادي لاتسيو في موسم 1992–93 ليلعب معه أربعة مواسم، حيث شارك في 123 مباراة سجل خلالها 21 هدفًا. لينتقل بعدها إلى نادي إنتر ميلان في موسم 1996–97 واستمر معه طيلة ثلاثة مواسم، مشاركًا في 76 مباراة سجل خلالها هدفًا واحدًا. ثم انتقل إلى نادي سبارتا روتردام في موسم 2001–02 لمدة موسم واحد، مشاركًا في 32 مباراة سجل خلالها هدفًا واحدًا أيضًا.

## روابط خارجية
- أرون وينتر على موقع الاتحاد الدولي (مؤرشف)  (الإنجليزية)
- أرون وينتر على موقع الاتحاد الأوربي (الإنجليزية)
- أرون وينتر على موقع قاعدة بيانات كرة القدم.إي يو (الإنجليزية)
- أرون وينتر على موقع بيانات كرة القدم. دي إي (الألمانية)
- أرون وينتر على موقع ناشيونال فوتبول تيمز (الإنجليزية)
- أرون وينتر على موقع عالم كرة القدم.نت (الإنجليزية)
- أرون وينتر على موقع كووورة